# C/1948 V1 (Finsterniskomet)
C/1948 V1 (Finsterniskomet) ist ein Komet, der im Jahr 1948 mit dem bloßen Auge gesehen werden konnte. Er wird von einigen zu den „Großen Kometen“ gezählt.

## Entdeckung und Beobachtung
Dieser Komet näherte sich von der Erde aus gesehen von hinter der Sonne und konnte daher in der Phase seiner Annäherung nicht gesehen werden. Bereits am 16. Oktober 1948 war er von der Erde aus unbeobachtet in weniger als 1° Abstand an der Sonne vorbeigegangen und hatte am 27. Oktober den sonnennächsten Punkt seiner Bahn durchlaufen, bevor er am 31. Oktober von der Erde aus gesehen ein zweites Mal in weniger als 1° Abstand an der Sonne vorbeigegangen war.
Am 1. November 1948 ereignete sich eine totale Sonnenfinsternis, die bei Sonnenaufgang in Zentralafrika begann und deren Finsternispfad zunächst durch Belgisch-Kongo, Uganda und Kenia verlief, im weiteren Verlauf dann nur noch über dem Indischen Ozean, bis die Finsternis kurz vor Erreichen Neuseelands dort bei Sonnenuntergang endete. Während der in der Nähe von Nairobi nur maximal etwa 45 Sekunden dauernden Verfinsterung der Sonne erschien für die vielen dort versammelten Beobachter plötzlich der Komet als helles Objekt in weniger als 2° Abstand rechts oberhalb Sonne stehend mit einem stark gekrümmten Schweif von mindestens 4° Länge, der an der verfinsterten Sonne vorbei zum Horizont ragte. Zahlreiche Photographien von dem Ereignis wurden dort gemacht, und ebenso von Beobachtern bei Mombasa und an Bord eines Flugzeugs der Royal Air Force über Kenia. Auch während der sich anschließenden partiellen Finsternisphase war der Komet noch für kurze Zeit zu beobachten, ging aber bald in der Aufhellung des Himmels wieder verloren.
Erst am 4. November wurde der Komet wieder vom Piloten eines Verkehrsflugzeugs bei Kingston (Jamaika) entdeckt. Auch an den folgenden Tagen gab es noch unabhängige Entdeckungen in Australien und Südafrika. Die Helligkeit des Kometen wurde von verschiedenen Beobachtern zu dieser Zeit mit 1–2 mag angegeben bei einer Schweiflänge von 15–20°. Ab Mitte des Monats begann die Helligkeit des Kometen abzunehmen und auch die Schweiflänge verringerte sich. Anfang Dezember wurden Helligkeiten von etwa 5 mag und Schweiflängen von 6° beschrieben. Am 6. Dezember erreichte der Komet seine südlichste Deklination und bis zum 20. Dezember war die Helligkeit unter die Erkennbarkeitsschwelle mit bloßem Auge gesunken.
Der Komet wurde bei weiter abnehmender Helligkeit noch intensiv teleskopisch und photographisch beobachtet und die letzte Beobachtung erfolgte am 3. April 1949 bei etwa 17 mag.
Erst etwa vierzig Jahre später erschien ein kurzer Artikel in der Zeitschrift einer australischen astronomischen Gesellschaft, in der der Schreiber davon berichtet, dass er eines Nachmittags Ende Oktober 1948 die untergehende Sonne beobachtete und einen hellen Kometen mit einem Schweif nahe der Sonne entdeckte. Da er dachte, dass solch ein helles Objekt den Astronomen sicherlich bekannt wäre, machte er damals keine Meldung darüber. Die genauen Umstände dieser Beobachtung sind nicht mehr zu erschließen, aber der Bericht über sie scheint echt zu sein und sie ereignete sich wahrscheinlich bereits am Abend des 31. Oktober.
Der Komet erreichte eine maximale Helligkeit von −2 mag.

## Wissenschaftliche Auswertung
Am 14. November 1948 konnte am McDonald-Observatorium in Texas ein Spektrogramm des Kometen gewonnen werden. Es zeigte schwache, aber deutlich hervortretende Emissionslinien von C2, CN, CH, CH2, sowie weitere, zunächst nicht identifizierte. Weitere Spektrogramme wurden am 17. und 19. November aufgenommen.
Nach einer Bestimmung mehrerer vorläufiger Bahnelemente einer parabolischen Umlaufbahn des Kometen konnte William P. Hirst im Jahr 1954 aus 147 Beobachtungen über 147 Tage und unter Berücksichtigung der Bahnstörungen durch vier Planeten definitive Bahnelemente einer elliptischen Bahn berechnen.
Im Jahr 1978 konnten Brian Marsden, Zdenek Sekanina und Edgar Everhart Werte für die ursprüngliche und zukünftige Bahn des Kometen bestimmen. Nach ihrer Berechnung bewegte er sich lange vor seiner Passage des inneren Sonnensystems auf einer elliptischen Bahn mit einer Großen Halbachse von etwa 773 AE. Für seine zukünftige Bahn bestimmten sie eine Große Halbachse von etwa 1930 AE.

## Umlaufbahn
Für den Kometen konnte aus 17 Beobachtungsdaten über 137 Tage eine unsichere elliptische Umlaufbahn bestimmt werden, die um rund 23° gegen die Ekliptik geneigt ist. Die Bahn des Kometen liegt damit leicht schräg gestellt zu den Bahnebenen der Planeten. Im sonnennächsten Punkt der Bahn (Perihel), den der Komet am 27. Oktober 1948 durchlaufen hat, befand er sich mit etwa 20,3 Mio. km Sonnenabstand weit innerhalb der Umlaufbahn des Merkur.
Wenn die Bahn eines Kometen nur eine geringe Neigung zur Ekliptik besitzt, wie bei diesem, sind mehrere nahe Begegnungen mit den Planeten zu erwarten, die die Bahn des Kometen beeinflussen können. Der Komet näherte sich nicht nur einigen der kleinen Planeten bis auf geringe Abstände, sondern es erfolgten auch mehrere Annäherungen an die großen Planeten:
| Datum             | Planet     | Min. Abstand (in AE) |
| ----------------- | ---------- | -------------------- |
| Juni 1947         | Saturn     | 4,9                  |
| 2. August 1948    | (4) Vesta  | 0,91                 |
| 21. Oktober 1948  | Mars       | 1,27                 |
| 22. Oktober 1948  | Jupiter    | 5,1                  |
| 31. Oktober 1948  | Merkur     | 0,28                 |
| 7. November 1948  | Venus      | 0,65                 |
| 24. November 1948 | Erde       | 0,56                 |
| 17. Februar 1949  | (2) Pallas | 0,69                 |
| Oktober 1949      | Saturn     | 7,0                  |
| März 1955         | Uranus     | 8,6                  |

Die Annäherung an die Erde entspricht einer Entfernung von etwa 83,1 Mio. km.
Nach den Bahnelementen der JPL Small-Body Database, die keine nicht-gravitativen Kräfte auf den Kometen berücksichtigen, hatte seine Bahn lange vor seiner Passage des inneren Sonnensystems noch eine Exzentrizität von etwa 0,9981 und eine Große Halbachse von etwa 690 AE, so dass seine Umlaufzeit bei etwa 18.000 Jahren lag. Durch die Anziehungskraft der Planeten, insbesondere durch die relativ nahen Vorbeigänge an den großen Planeten, wurde die Bahnexzentrizität auf etwa 0,999908 und die Große Halbachse auf etwa 1485 AE deutlich vergrößert, so dass sich seine Umlaufzeit auf etwa 57.000 Jahre erhöht. In Anbetracht der relativ unsicheren Bahnparameter sind alle angegebenen Daten nur als ungefähre Werte zu betrachten.